# Bionicle Heroes
A Bionicle Heroes egy 3D-s TPS videójáték. 2006 novemberében adták ki, és a Traveller’s Tales fejlesztette a PlayStation 2, Xbox 360, Nintendo GameCube, Microsoft Windows verziókat, és az Amaze Entertainment a Game Boy Advance és Nintendo DS verziókat. A Nintendo Wii verzióját később, 2007 áprilisában adták ki. A játék főszereplői a Bionicle 2006-os történetének fő karakterei, a Toa Inikák és a Pirakák. Azonban, mellettük találhatók még karakterek az előző évek történetéből is. A játékosoknak el kell pusztítaniuk az ellenfeleket és meg kell oldaniuk rejtvényeket annak érdekében, hogy előrehaladjanak, fejlesszék a speciális képességeiket, és jobb és halálosabb fegyvereket szerezzenek.

## Játékmenet

### Konzol verzió
A játékosok egy ismeretlen hőst irányítanak, hogy megállítsák a gonosz Pirakákat, akik az Élet Maszkjának erejét használták, hogy a Voya Nui szigetének vadvilágát agresszív, gonosz lényekké változtassák. A hős képes viselni a Toa Inikák maszkjait annak érdekében, hogy felvegye azoknak a kinézetét és képességeit. A játékosok bármely összegyűjtött maszkok között tudnak váltani, de, ha elfogy az életük, az éppen viselt maszk elveszik, és újból meg kell találni, mielőtt a játékos az a Toa lehetne megint. Egy maszk összegyűjtése emellett visszatölti a játékos életét, még akkor is, ha az a maszk már megvan a játékosnak.
A játékmenet közben a játékosok Lego darabokat gyűjtenek különböző értékekben. Elég értékű Lego darab összegyűjtése feltölt egy mérőt, és aktiválja a "Hős Mód"-ot, ami arany színűvé változtatja a karaktert, sebezhetetlenné teszi és támadási bónuszt is ad. Egy pálya teljesítése után a Lego darabokat el lehet költeni tárgyakra és fejlesztésekre a játékon belüli Lego boltban. A játékosok tudják fejleszteni a fegyvereket a játék során, először a Toa Maták fegyvereivel kezdenek, amiket fel tudnak fejleszteni a Toa Metruk fegyvereivé, amit még tovább tudnak fejleszteni a Toa Inikák fegyvereivé. A páncélzat és a speciális képességek szintén fejleszthetőek.
Minden pályán vannak összeépítendő Lego darabok. Kettő fajtája van azoknak, amelyek aktiválása szükséges a továbbhaladáshoz: az egyiket csak Toa Hewkii tudja aktiválni, a másik, az arany szerkezetek aktiválásához bármelyik karakter jó, de Hős Módban kell lenni, bár, ha a játékos ezt csinálja, elveszti a Hős Módot, és több Lego darabot kell összegyűjtenie, hogy újra Hős Módba léphessen. Ezek mellett karakter-specifikus szerkezetek is találhatók, amik különböző bónuszokat nyújtanak aktiválásuk után.
A pályákon elszórva találhatók különböző "kaniszterek" (hosszúkás, Legóból összeépített tárgyak), amelyek bónuszokat adnak, ha összegyűjti őket a játékos: az összes ezüst kaniszter összegyűjtése egy pályán felold egy gyakori ellenfelet megtekintésre, míg minden összegyűjtött arany kaniszter felold egy összegyűjthető tárgyat megtekintésre. Minden normális pályán van öt ezüst kaniszter és négy arany kaniszter, a Piraka pályákon viszont csak négy arany kaniszter van. A főellenségek – a hét Piraka, a hat Rahkshi a 2003-as történetből, és a nagy karakterek (Nidhiki, Krekka, Roodaka, Sidorak, Brutaka és Axonn) – szintén felolhatók megtekintésre, amint el lettek pusztítva.
Összességében 25 pálya van és 19 főellenség. A pályák és a megtekinthető gyűjthető tárgyak mellett a játékosok felfedezhetnek egy Piraka Játszótérként nevezett bónusz területet, ahol a Pirakák sétálnak, miután a játékos elpusztítja őket a fő pályákon. A játékosok vásárolhatnak különböző tárgyakat is a Piraka Játszótérhez a boltból, és nézhetik, ahogy a Pirakák használják őket. Emellett még 3 bónusz pálya is elérhető vásárlásra, amelyekhez a Piraka Játszótérből férhet hozzá a játékos.

### Nintendo DS verzió
A Nintendo DS verzióban 37 pálya és 6 főellenség van. A 37 pályát 7 régióra osztották szét: öt pálya mind a hat Piraka régiónak, és hét pálya az utolsó régióban. Az utolsó pályán a játékosnak mind a hat Pirakával harcolnia kell.
Mikor a játékos elveszti az összes életét, nem veszt el egy maszkot sem, ahogy a konzol verzióban, hanem az összegyűjtött Lego darabok egy részét. A játékon belüli Lego bolt helyett, az összegyűjtött Lego darabokat rúnákkal együtt használva tud a játékos feloldani 12 bónuszt, amik hatnak a játékmenetre. Ezeket a bónuszokat be vagy ki lehet kapcsolni, amint feloldotta őket a játékos. Egyes bónuszok nem lehetnek feloldva ugyanabban a pillanatban. Ez volt az első Lego-videójáték, ami T minősítést kapott, indikálva, hogy tinédzser kortól ajánlott csak. Mivel minden Lego videójáték E minősítést kapott kézi konzolokon, ezt a játékot E10+-ra minősítették konzolokon és PC-n, és E-re Game Boy Advance-on.

### Game Boy Advance verzió
A Game Boy Advance verzió hasonló egy fuss-és-lőj játékhoz. Ennek a verziónak a története hasonló a DS verzióéhoz. 25 pálya van (minden birodalomhoz négy pálya, illetve az utolsó pálya). Minden birodalomban van kettő normális pálya, ahol a cél, hogy a játékos eljusson a pálya végéig; egy túlélő pálya, ahol a játékosnak el kell pusztítania az ellenfelek minden hullámát, és egy főellenség pálya, ahol el kell pusztítani az adott birodalom Pirakáját. (Az utolsó pálya is egy főellenség pálya.) A játékban a Toák három szinten mennek keresztül, amelyeket maszkok gyűjtésével tudnak fejleszteni. Az első szint a Toa Mata, a második a Toa Nuva, a harmadik pedig a Toa Inika. Nincs játékon belüli bolt. A játékos össze tud még gyűjteni szimbólumokat, amik csalásokat oldanak fel, amelyeknek bolondos vagy nem-nyilvánvaló effektjei lehetnek, mint például a kotkodácsoló fegyver (a játékos fegyverei csirkéket lőnek ki) vagy a szombréró (minden Toán szombréró van). Ez az egyetlen verzió, ami tartalmaz ellenfél-idézőket.

## Fejlesztés
2005 végén kezdték el a játék fejlesztését, és körülbelül 12 hónapig tartott. A Traveller’s Tales fejlesztette 20-25 emberrel. A játék története a lazán követi a 2006-os történetet, de tartalmaz több karaktert is az azelőtti évekből is, mint a Bohrokok (2002–03) és a Vahkik (2004). Ahelyett, hogy mereven követték volna bármelyik év történetét, ami valószínűleg visszatartotta volna a kreatív szabadságot, a csapat úgy döntött, hogy csinálnak egy különálló történetet annyi emlékezetes Bionicle karakterrel, amennyivel lehetséges. Ez nehéznek bizonyult, amikor a rajongók elvárásaival egyensúlyba hozták. A játék motorját a Lego Star Wars: The Video Game motorjára építették. A csapat több problémába ütközött a fejlesztés során, mivel a lehető legnagyobb minőséget kívánták csinálni. Kitolták a kiválasztott platformokat a "limitjük"-ig, és nem tudtak készíteni többjátékos opciót vagy a saját karakter létrehozásának lehetőségét. Beszédet sem raktak a játékba, azért, hogy több hely jusson a pályatervezésre, de a nyitó és a záró játékjelenetekben található beszéd. Azzal, hogy a játékosoknak elérhetővé tették, hogy a 2006-os történet mind a hat Toa Inikájával játszani tudjanak, a tervezésre néhány korlátozást tettek, például az, hogy a játékos nem tud úszni. A történetet szintén egyszerűre csinálták. Az egyik ötlet az volt, hogy a játékos lenne a "hős", és hozzáférése van az Inikák erejéhez, ahelyett, hogy mindig egy specifikus karakterrel játszana. A Nintendo DS verzióban van többjátékos mód, míg a Game Boy Advance verzió nem tudta támogatni a vállfölötti nézetet, ezért azt 2D-sre csinálták. A GBA portot egy másik fejlesztő stúdió csinálta. Hivatalosan 2006 májusában jelentették be a játékot.

## Fogadtatás
| Összegzőoldal | Értékelés                                                              |
| ------------- | ---------------------------------------------------------------------- |
| Metacritic    | DS: 72/100 NGC: 51/100 PC: 59/100 PS2: 52/100 X360: 59/100 WII: 52/100 |

| Szerző   | Értékelés                                                          |
| -------- | ------------------------------------------------------------------ |
| GameSpot | NGC/PC/PS2: 5,2/10 X360: 5,1/10 DS: 7,7/10 GBA: 7,7/10 WII: 4,0/10 |
| IGN      | DS/GBA: 8,0/10 PS2: 7,9/10 X360: 7,9/10 WII: 5,0/10                |
| OXM (US) | 6,5/10[forrás?]                                                    |
| X-Play   | 2/5                                                                |

A Bionicle Heroes 2006. novemberi kiadását nagyban háttérbe szorították a magasabb rangú kiadások, specifikusan a PlayStation 3 és a Wii megjelenése később, azon a héten. Szinte mindegyik értékelés megjegyezte, hogy a játék hasonló a Traveller’s Tales előző Lego Star Wars videójátékaihoz – többen is azt mondták, hogy a Bionicle Heroes talán túl hasonló volt, és fárasztó volt, hogy kettő ilyen játékot kiadtak néhány hónap alatt, mivelhogy a Lego Star Wars II: The Original Trilogy-t 2006 szeptemberében adták ki.
A játék vegyes kritikai értékeléseket kapott. A Nintendo Power megjegyezte, hogy a játék "nem nagyon érződik LEGO-nak; az építő helyzetek ritkán jönnek játékba, és a táj ritkán emlékeztet LEGO darabokra." A GameSpot szemrehányást tett a Hős Móddal kapcsolatban, ugyanis az ismétlődővé tette a játékot. Egy másik gyakori pont több értékelésben az volt, hogy a játékban nem volt igazi történet.
Habár kevesebben értékelték, mint a konzol verziót, a Nintendo DS és a Game Boy Advance verzió is elég jól teljesített összehasonlítva, 70-80% körüli értékelésekkel. A DS verziót megfelelő FPS-nek gondolják, fogékony, de nem tökéletes irányítással és gyors, sima vizuális elemekkel; több értékelés is állította, hogy megállja a helyét a kritikusan elismert Metroid Prime Hunters mellett. Azonban, egy fő hátránya az online játék hiánya. A Game Boy Advance verziót csak kettőször értékelték, de mindkettő értékelés egyetértett, hogy a játék megállás nélküli, könyörtelen lövöldözése sekély, bár szórakoztató; emellett mindkettő dicsérte a játék zenéjét.

## Fordítás
- Ez a szócikk részben vagy egészben  a   Bionicle Heroes című angol Wikipédia-szócikk ezen változatának fordításán alapul.  Az eredeti cikk szerkesztőit annak laptörténete sorolja fel. Ez a jelzés csupán a megfogalmazás eredetét és a szerzői jogokat jelzi, nem szolgál a cikkben szereplő információk forrásmegjelöléseként.